# Park der Sinne
Park der Sinne ist der Name verschiedener Parkanlagen in deutschen Städten und Gemeinden:
- Badenweiler: Park der Sinne
- Berlin-Weißensee: Park der Sinne
- Binz: Park der Sinne
- Bremervörde: Natur- und Erlebnispark Bremervörde / Park der Sinne
- Dannenfels: Park der Sinne
- Edersee: Park der Sinne
- Freistatt: Sinnesgarten
- Gutach: Park mit allen Sinnen
- Hemer: Abteilung Park der Sinne im Sauerlandpark Hemer
- Königsbrunn: Park der Sinne
- Laatzen: Park der Sinne
- Lauenbrück: Park der Sinne
- Nürnberg: Erfahrungsfeld zur Entfaltung der Sinne
- Scheidegg: Park der Sinne
- Weinstadt: Garten der Sinne
- Welzheim: Erfahrungsfeld der Sinne
- Wiesbaden: Erfahrungsfeld zur Entfaltung der Sinne im Park von Schloss Freudenberg
- Bad Kreuznach